# العلاقات السنغافورية اللاتفية
العلاقات السنغافورية اللاتفية هي العلاقات الثنائية التي تجمع بين سنغافورة ولاتفيا.

## مقارنة بين البلدين
هذه مقارنة عامة ومرجعية للدولتين:
| وجه المقارنة                                              | سنغافورة                                                             | لاتفيا                                             |
| --------------------------------------------------------- | -------------------------------------------------------------------- | -------------------------------------------------- |
| المساحة (كم2)                                             | 719                                                                  | 64.59 ألف                                          |
| عدد السكان (نسمة)                                         | 5.89 مليون                                                           | 1.93 مليون                                         |
| الكثافة السكانية (ن./كم²)                                 | 819.19 ألف                                                           | 29.88                                              |
| العاصمة                                                   | سنغافورة                                                             | ريغا                                               |
| اللغة الرسمية                                             | لغة إنجليزية، اللغة الملايو، اللغة الصينية القياسية، اللغة التاميلية | اللغة اللاتفية                                     |
| العملة                                                    | دولار سنغافوري                                                       | يورو، لاتس لاتفي، الروبل اللاتفي ‏، الروبل اللاتفي ‏ |
| الناتج المحلي الإجمالي (بليون دولار)                      | 323.91 مليار                                                         | 30.26 مليار                                        |
| الناتج المحلي الإجمالي (تعادل القوة الشرائية) بليون دولار | 472.59 مليار                                                         | 49.24 مليار                                        |
| الناتج المحلي الإجمالي الاسمي للفرد دولار أمريكي          | 52.89 ألف                                                            | 14.06 ألف                                          |
| الناتج المحلي الإجمالي للفرد دولار أمريكي                 | 82.76 ألف                                                            | 23.55 ألف                                          |
| مؤشر التنمية البشرية                                      | 0.925                                                                | 0.819                                              |
| رمز المكالمات الدولي                                      | +65                                                                  | +371                                               |
| رمز الإنترنت                                              | .sg                                                                  | .lv                                                |
| المنطقة الزمنية                                           | ت ع م+08:00، توقيت سنغافورة المنسق ‏                                  | ت ع م+02:00، ت ع م+03:00، أوروبا/ريغا ‏             |

## منظمات دولية مشتركة
يشترك البلدان في عضوية مجموعة من المنظمات الدولية، منها:
| علم المنظمة | اسم المنظمة                               | تاريخ انضمام سنغافورة | تاريخ انضمام لاتفيا |
| ----------- | ----------------------------------------- | --------------------- | ------------------- |
|             | مؤسسة التنمية الدولية                     | 27 سبتمبر 2002        | 11 أغسطس 1992       |
|             | يونسكو                                    | 8 أكتوبر 2007         | 9 يوليو 1951        |
|             | وكالة ضمان الاستثمار متعدد الأطراف        | 24 فبراير 1998        | 21 أغسطس 1998       |
|             | الأمم المتحدة                             | 21 سبتمبر 1965        | 17 سبتمبر 1991      |
|             | الاتحاد البريدي العالمي                   | ?                     | ?                   |
|             | البنك الدولي للإنشاء والتعمير             | 3 أغسطس 1966          | 11 أغسطس 1992       |
|             | المنظمة الهيدروغرافية الدولية             | ?                     | ?                   |
|             | الاتحاد الدولي للاتصالات                  | 22 أكتوبر 1965        | 11 ديسمبر 1921      |
|             | منظمة حظر الأسلحة الكيميائية              | ?                     | ?                   |
|             | مؤسسة التمويل الدولية                     | 4 سبتمبر 1968         | 29 سبتمبر 1993      |
|             | المركز الدولي لتسوية المنازعات الاستشارية | 13 نوفمبر 1968        | 7 سبتمبر 1997       |
|             | منظمة التجارة العالمية                    | ?                     | 1999                |
|             | منظمة الشرطة الجنائية الدولية             | ?                     | ?                   |

## وصلات خارجية
- موقع وزارة الخارجية السنغافورية
- موقع وزارة الخارجية اللاتفية